# Il mistero del Treno Azzurro
Il mistero del Treno Azzurro (The Mystery of the Blue Train) è un romanzo poliziesco di Agatha Christie, pubblicato nel 1928. Si tratta del quinto romanzo ad avere come protagonista il celebre e brillante detective privato belga Hercule Poirot. La storia riguarda l'omicidio di un'ereditiera americana, avvenuta su Le Train Bleu, il treno citato nel titolo.

## Trama
La vicenda inizia a Parigi, quando il milionario americano Rufus Van Aldin entra in possesso di una serie di rubini appartenuti a Caterina I di Russia, tra i quali figura anche “il Cuore di Fuoco”, il più grande rubino del mondo. Durante il tragitto dal luogo in cui i gioielli sono stati acquistati al suo hotel, il milionario viene aggredito da alcuni “apaches”, che però mette subito in fuga grazie a qualche colpo di pistola. Tornato a Londra, Van Aldin si reca a casa della figlia Ruth per regalarle i preziosi rubini. Durante questa visita, il miliardario ha modo di sapere che il matrimonio della figlia sta diventando sempre più infelice e che va avanti soltanto perché il marito di Ruth, Derek Kettering, ha costantemente bisogno di denaro. Inoltre, il ragazzo tradisce continuamente la moglie con la ballerina francese Mirelle. Indignato, Van Aldin propone dunque alla figlia di presentare istanza di divorzio. Ruth, inizialmente contraria, accetta di ubbidire al padre, timorosa, tuttavia, che Derek possa opporsi all'istanza. Anche Ruth, infatti, è in rapporti stretti con una sua vecchia fiamma, il conte Armand de la Roche, uno spregiudicato avventuriero.
Prima di avviare le pratiche per il divorzio, Ruth decide di trascorrere una vacanza in Costa Azzurra come suo solito. Durante il viaggio sul Treno Azzurro, la signora Kettering fa conoscenza di Katherine Grey, una giovane donna di St. Mary Mead, da poco entrata in possesso di una cospicua eredità, e le racconta del suo infelice matrimonio con Derek. Continuando nel suo tragitto il treno giunge a Parigi e, dopo aver sostato in numerose stazioni minori, si ferma alla Gare de Lyon. Durante questa sosta, Katherine nota la signora Kettering comprare un cestino da viaggio e ritirarsi nei suoi scompartimenti. Verso le nove e mezza, dopo che il treno ha ripreso a viaggiare, la ragazza decide di andare a letto. Nel mezzo della notte però Katherine si sveglia proprio mentre il treno è in procinto di fermarsi nella stazione di Lione e, uscendo dal suo scompartimento, vede entrare un uomo nello scompartimento di Ruth.
Il mattino successivo, il Treno Azzurro raggiunge Nizza. Una volta scesa dal treno, Katherine viene fermata da un agente della polizia francese che la invita a seguirlo: la ragazza viene fatta risalire sul treno dove incontra l'ispettore di polizia Caux, il giudice istruttore Carrège e il noto detective belga Hercule Poirot, con cui ha avuto un colloquio il giorno precedente a cena, proprio sui romanzi polizieschi. Subito viene rivelato alla ragazza che Ruth è stata trovata morta nel suo scompartimento, strangolata con un cordone e con il volto sfigurato. In seguito, viene scoperto che nello scompartimento sono stati ritrovati quattro capelli biondi. Essendo stata Katherine una delle poche viaggiatrici con cui Ruth aveva parlato, la ragazza viene sottoposta a un breve interrogatorio e le viene chiesto di riconoscere il cadavere.
Successivamente, grazie a ulteriori indagini, si viene a sapere che Ada Mason, la cameriera di Ruth, su richiesta della padrona era scesa a Parigi e aveva pernottato al Hôtel Ritz (il suo alibi verrà in seguito confermato dal maggiore Knighton, segretario di Van Aldin, recatosi a Parigi per conto del miliardario) e che, lasciando il treno, aveva notato la padrona parlare con un uomo nel suo scompartimento. Inoltre si scopre anche che Derek viaggiava sullo stesso treno assieme a Mirelle e che Ruth doveva incontrarsi, durante la sosta a Parigi, con il conte de la Roche. Informato dell'accaduto, Van Aldin si reca subito in Costa Azzurra assieme al segretario Knighton, e affida a Poirot l'incarico di scoprire l'assassino a tutti i costi.
Essendo stati rubati dallo scompartimento anche i preziosi rubini, si pensa subito che il colpevole possa essere stato il Conte de la Roche: infatti una lettera del conte, trovata tra gli oggetti di Ruth, parlava di una sua espressa volontà di vedere i preziosi gioielli. In un momento di svago, Poirot approfitta per interrogare Derek e Katherine per sapere se avessero perso un portasigarette blu con incisa una “K”, ritrovato nella cabina di Ruth sul treno; sfortunatamente, i due negano. 
Successivamente però i sospetti ricadono su Derek Kettering, il quale, in seguito a una testimonianza di Mirelle (che però in seguito si rivelerà inattendibile) verrà arrestato. Non convinto di questa soluzione, Poirot continua a indagare fino alla risoluzione del mistero, quindi si affida alle deduzioni di Zita Papopolous, figlia di Demetrius, un antiquario greco, vecchia conoscenza di Poirot.
Dall'indizio che ha ricavato prima dal signor Papopolous (un cavallo che fa di nome “Il Marchese”) e dalle testimonianze fornite in principio da Zita e in seguito da Katherine (attraverso i ritagli di giornale di una vecchia amica di St. Mary Mead), Poirot costruisce l'identità dell'assassino, informandosi anche con un medico e con Joseph Aarons.
Per terminare in bellezza, Poirot invita Van Aldin e Knighton di nuovo sul Treno Azzurro; all'arrivo a Nizza, Poirot accusa Knighton dell'omicidio: il segretario di Van Aldin era in realtà un ladro ricercato dalla polizia (“Il Marchese”) e insieme alla cameriera Ada Mason (in passato “Kitty Kidd”, un'attrice formidabile nell'interpretare ruoli maschili), ha complottato contro Ruth per rubarle i rubini. Il piano si basava sullo strangolare Ruth, spogliarla dei suoi vestiti e impersonarla, così che il controllore avesse la testimonianza, falsa, di Ruth.
Infine, Poirot si trova a Villa Marguerite con Lenox Tamplin: l'investigatore racconta alla giovane quello che ha raccontato a Van Aldin, e in più dice che Derek è uscito di prigione e si è trasferito con Katherine a St. Mary Mead. Il romanzo finisce con una citazione di Poirot: “La vita è come un treno”.

## Personaggi
- Hercule Poirot: investigatore privato belga.
- Katherine Grey: giovane donna inglese proveniente da St. Mary Mead.
- Ruth Kettering: figlia di Rufus e moglie di Derek, vittima.
- Rufus Van Aldin: milionario americano e padre di Ruth.
- Derek Kettering: marito di Ruth.
- Mirelle: ballerina francese, arrampicatrice sociale e amante di Derek.
- Richard Knighton: maggiore dell'esercito inglese (in passato) e segretario di Van Aldin.
- Ada Beatrix Mason: cameriera di Ruth.
- Armand de la Roche: sedicente conte e amante di Ruth.
- Carrège: giudice istruttore.
- Caux: commissario di polizia.
- Goby: informatore di Van Aldin.
- Coniugi Harrison: amici di Katherine del villaggio di St. Mary Mead.
- Lady Rosalie Tamplin: viscontessa e cugina di Katherine, proprietaria di una villa in riviera.
- Lenox Tamplin: figlia di Rosalie.
- Charles Evans: il giovane marito di Lady Tamplin.
- Demetrius Papopolous: commerciante di gioielli e ricettatore, conoscente di Poirot.
- Zita Papopolous: figlia di Demetrius.
- Pierre Michel: addetto al treno.
- Joseph Aarons: conoscente di Poirot.
- George: cameriere di Poirot.

## Collegamenti con altri romanzi
Alcuni personaggi presenti in questo libro sono destinati a riapparire in altri romanzi o racconti di Agatha Christie:
- Pierre Michel, inserviente del treno, comparirà successivamente in Assassinio sull'Orient Express (1934);
- Goby, un investigatore assunto da Van Aldin all'inizio del romanzo per pedinare Derek Kettering, sarà presente anche nei romanzi Dopo le esequie (1952) e Sono un'assassina? (1966);
- Joseph Aarons, agente teatrale a cui Poirot si rivolge per avere ulteriori informazioni riguardo al caso, apparirà anche nel racconto Doppia colpa, contenuto nella raccolta Appuntamento con la paura (1961).

Il villaggio da cui proviene Katherine Grey, St. Mary Mead, è lo stesso in cui abita Miss Marple, altra celebre detective creata dalla Christie.
La trama del romanzo è, inoltre, una rielaborazione del racconto L'espresso per Plymouth (1923), contenuto nella raccolta I primi casi di Poirot (1974).

## Adattamento televisivo
- Il mistero del treno azzurro (2005), diretto da Hettie MacDonald e scritto da Guy Andrews, primo episodio della decima stagione della serie televisiva Poirot (1989-2013).
  - Interpreti: David Suchet (Hercule Poirot), Lindsay Duncan (Lady Tamplin), James D'Arcy (Derek Kettering), Jaime Murray (Ruth Kettering), Georgina Rylance (Katherine Grey), Nicholas Farrell (maggiore Richard Knighton), Roger Lloyd Pack (Caux), Josette Simon (Mirelle), Alice Eve (Lenox Tamplin), Tom Harper (Corky), Bronagh Gallagher (Ada Mason), Oliver Milburn (Armand de la Roche), Elliott Gould (Rufus Van Aldin).

## Edizioni italiane
- Il mistero del Treno Azzurro, traduzione di Alberto Tedeschi, Collana Gialli economici n. 7 (164 bis), Milano, Arnoldo Mondadori Editore, 25 giugno 1949,  p. 96. - I Capolavori dei Gialli Mondadori n.169, 16 aprile 1961; I Classici del Giallo Mondadori n.299, 1978; Prefazione e postfazione di Claudio Savonuzzi, Collana Oscar n.1256 (Oscar dei Gialli n.65), Mondadori, 1980.
- Il mistero del Treno Azzurro, traduzione di Giuseppe Settanni, I Classici del Giallo Mondadori n.533, Milano, Mondadori, 30 giugno 1987. - Collana Oscar Scrittori del Novecento n.1462, Mondadori, 1995; Edizione illustrata e annotata, Collezione Agatha Christie, Milano, CDE, 1998; I Classici del Giallo Mondadori n.1179, 25 ottobre 2007; Collana Oscar junior, Mondadori, 2013, ISBN 978-88-046-2721-0; Collana Oscar Gialli, Mondadori, 2017, ISBN 978-88-046-8325-4.
- in  Poirot in viaggio. Il mistero del Treno Azzurro. Delitto in cielo. Poirot sul Nilo, traduzione di Giuseppe Settanni, Collana Oscar Bestsellers, Mondadori, 2015, ISBN 978-88-046-5695-1. - Collana I MITI MAXI, Mondadori, 2020, ISBN 978-88-047-2638-8.